# 曹源寺 (横須賀市)
曹源寺（そうげんじ）は、神奈川県横須賀市公郷町にある曹洞宗の仏教寺院である。山号は東光山で、正式名称は東光山曹源寺。

## 文化財
- 「木造十二神将立像 一二鉢」
  - 鎌倉時代初期の慶派仏師の作で薬師如来を守護する十二神将。ヒノキ材、東京国立博物館寄託。1966年（昭和41年）7月19日神奈川県指定重要文化財に指定され、2012年（平成24年）国の重要文化財に指定された。作風は基本的に統一されているが、巳神のみ明らかに大きく丁寧に仕上げられている事から、この像に特別な意味が込められていると考えられる[2]。となると、巳年生まれの有力御家人の関与が想定されるが、北条氏や三浦氏に巳年生まれの人物は見当たらない。十二神将が年よりもまず十二時を掌る神として信仰されていた事から、巳刻に生まれた源実朝の出産を助けた守護神としての性格が付与され、十二神将らしからぬ端正な容貌に成人後の実朝があるべき理想的な武将像が重ねられているという説がある[3]。

## 所在地・アクセス
- 付近には横須賀高等学校が所在する。
- 東日本旅客鉄道横須賀線衣笠駅から徒歩15分。
- 京浜急行バス衣笠営業所「曹源寺バス停」徒歩5分。